# GNAT
Pour les articles homonymes, voir Gnat.
GNAT est le compilateur Ada du projet GNU. Il fait partie de GNU Compiler Collection (GCC).